# Kateryna Bilokur
Kateryna Vasylivna Bilokur (in ucraino Катерина Василівна Білокур?; Bogdanivka, 7 dicembre 1900 – 9 giugno 1961) è stata un'artista ucraina.
Figlia di contadini, visse per tutta la vita in un piccolo villaggio rurale dell'Ucraina, osteggiata a lungo dalla famiglia per le sue inclinazioni artistiche, ritenute inutili e dannose per le ragazze che, come lei, erano destinate all'assolvimento dei lavori domestici e al matrimonio. Non frequentò alcuna scuola di pittura, e solo intorno ai quarant'anni, dopo aver acquistato una certa notorietà, venne a contatto con gli ambienti artistici, conobbe altri pittori e le loro opere. Divenne famosa negli anni quaranta e cinquanta del Novecento per il suo stile naïf legato all'arte popolare decorativa e per le sue composizioni floreali, caratterizzate da colori vivaci, una particolare luminosità e una cura meticolosa dei dettagli.
Nel 1956 è stata insignita del titolo di Artista del Popolo della RSS Ucraina.

## Biografia
Kateryna Bilokur nacque in un piccolo villaggio di Bogdanivka, distretto di Pyrjatyn, provincia di Poltava (in seguito oblast' di Kiev) in una data non meglio definita del 1900, probabilmente il 25 novembre (7 dicembre), giorno in cui la chiesa celebra Santa Caterina. Il padre, Vasyl Josypovyč Bilokur (1880-1948), era un uomo ricco, possedeva una grande estensione di terreno e allevava bestiame. Nonostante non vi fossero problemi economici, Kateryna, essendo destinata alle faccende domestiche, al contrario del fratello minore non ricevette alcuna istruzione scolastica; avendo imparato da sola a leggere, servendosi di un sillabario regalatole dal padre, la famiglia decise di risparmiare sulle scarpe e i vestiti non mandandola a scuola. Iniziò a disegnare fin da piccola, usando vecchi stracci e carbone, pennelli fatti in casa con ramoscelli e ritagli di lana, colori vegetali prodotti con succo di barbabietola, bacche, cipolle, viburno ed erbe varie. Dipingeva di nascosto perché i genitori non approvavano questa sua passione, ritenendola una perdita di tempo; essi giunsero a bruciare i suoi disegni per dissuaderla.
Nei primi anni venti scoprì l'esistenza di una scuola professionale di ceramica artistica a Myrhorod e intraprese un viaggio verso questa città, portando con sé due disegni: una copia di un dipinto e uno schizzo della casa del nonno su carta reale acquistata per l'occasione. Non venne accettata dalla scuola professionale perché non poteva dimostrare di aver completato l'istruzione primaria; fu costretta a tornare a casa a piedi, ma il desiderio di disegnare non la abbandonò mai.
In seguito iniziò a frequentare un corso di recitazione organizzato da una coppia sposata di insegnanti. I genitori acconsentirono alla sua partecipazione a spettacoli teatrali, a condizione che la sua recitazione non interferisse con i lavori domestici che doveva assolvere.
Nel 1928, venuta a conoscenza che a Kiev vi era una scuola professionale teatrale, decise di tentare nuovamente di iscriversi, ma ancora una volta venne respinta, sempre per lo stesso motivo. Nell'autunno del 1934 tentò di suicidarsi gettandosi nel fiume Čumgak sotto gli occhi della madre; a causa della temperatura gelida delle acque, le sue gambe subirono delle conseguenze che la accompagnarono per tutta la vita. Dopo questo atto i genitori accettarono di lasciarla disegnare e non la costrinsero a sposarsi.
Le prime opere di Bilokur (anni '20 - primi anni '30) erano per lo più ritratti dei suoi parenti e di abitanti del villaggio eseguiti con carboncino e pitture vegetali. Dal suo primo periodo di produzione artistica rimangono alcuni dipinti, come il ritratto della sorella Olja Belokur (1928) e della contadina Tat'jana Bachmač (1932).
Verso la prima metà degli anni trenta cominciò a disegnare prevalentemente motivi floreali; nel 1934 dipinse Fiori e betulle e l'anno seguente fu la volta di Fiori dietro il recinto, uno dei suoi quadri più famosi.

## Periodo creativo

### Anni quaranta
Nella primavera del 1940, dopo aver ascoltato alla radio una canzone che la impressionò molto, Non ero io il viburno nel prato (ucrainoː Чи я в лузі не калина була), eseguita da Oksana Petrusenko, scrisse una lettera alla cantante, allegando un disegno di un viburno su un pezzo di tela. Il disegno colpì molto Petrusenko, che si adoperò per fare conoscere ad altri artisti l'autrice del disegno.

Vladimir Chitko, che allora dirigeva il consiglio artistico e metodologico della Casa regionale dell'arte popolare, si recò a Bogdanivka per conoscere Kateryna Bilokur, apprezzò i suoi dipinti e li mostrò all'artista Matvej Doncov. Nel 1940, nella Casa dell'arte popolare di Poltava, venne organizzata una mostra personale della pittrice di Bogdanivka, consistente in undici dipinti, purtroppo andati perduti durante la seconda guerra mondiale. La mostra ebbe un enorme successo e l'artista venne premiata con un viaggio a Mosca. Accompagnata da Vladimir Chitko, visitò la Galleria Tret'jakov e il Museo Puškin, vedendo per la prima volta le opere dei grandi maestri.

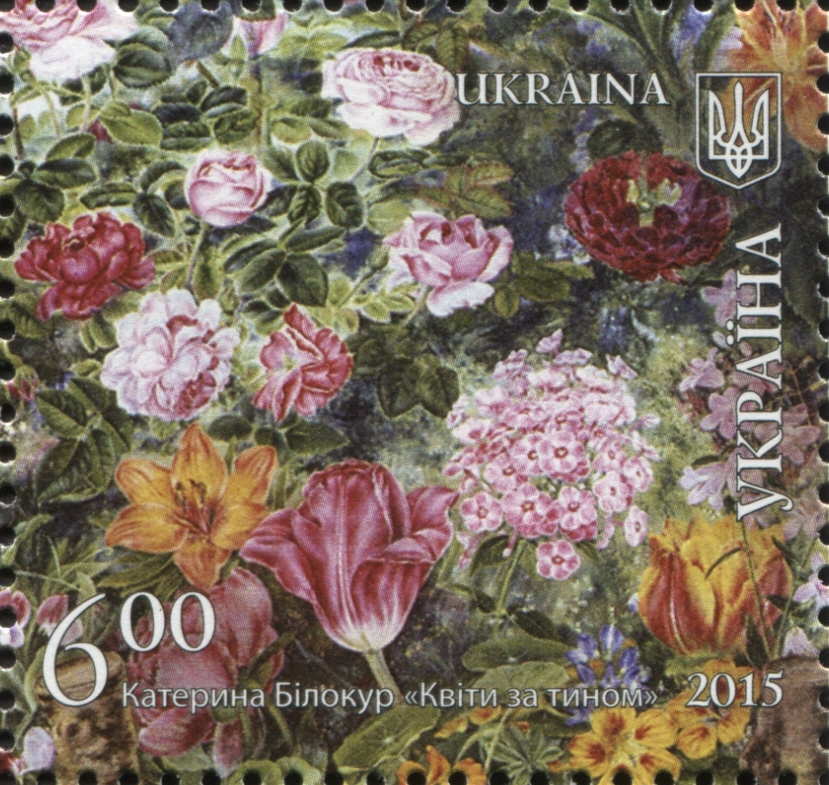
Francobollo ucraino che riproduce il dipinto di Kateryna Bilokur Fiori dietro il recinto (1935)

Durante la guerra conobbe l'occupazione nazista e in questo periodo, il più difficile della sua vita, Kateryna produsse poche opere, fra cui Fiori al crepuscolo (Цветы вечером 1942), Fiori su sfondo blu (Цветы на голубом фоне) che terminò entro la fine del 1943.
Nel 1944, Vasilijy Nagai, direttore del Museo statale delle arti decorative popolari ucraine, acquistò numerosi dipinti da Bilokur, ed è grazie a lui che il museo può contare sulla migliore collezione di opere di Bilokur.
Dopo la liberazione del suo villaggio, Kateryna riprese a produrre numerose opere, fra cui La rigogliosa (1944-1947), Fiori decorativi (1945), Trentesimo anniversario della Rivoluzione d'Ottobre (1947), Il campo del kolchoz (1948-1949).
Nel dipinto Re-spicchio di grano (Цар колос, 1949), sul cui sfondo scuro centrale spiccano tre spighe di grano, attorniate da peonie, lillà, crisantemi e pannocchie, la pittrice rievocò il periodo della carestia che colpì negli anni 1946-1947 l'Ucraina e la stessa famiglia Bilokur, le cui terre erano state collettivizzate sotto Stalin.

### Anni cinquanta

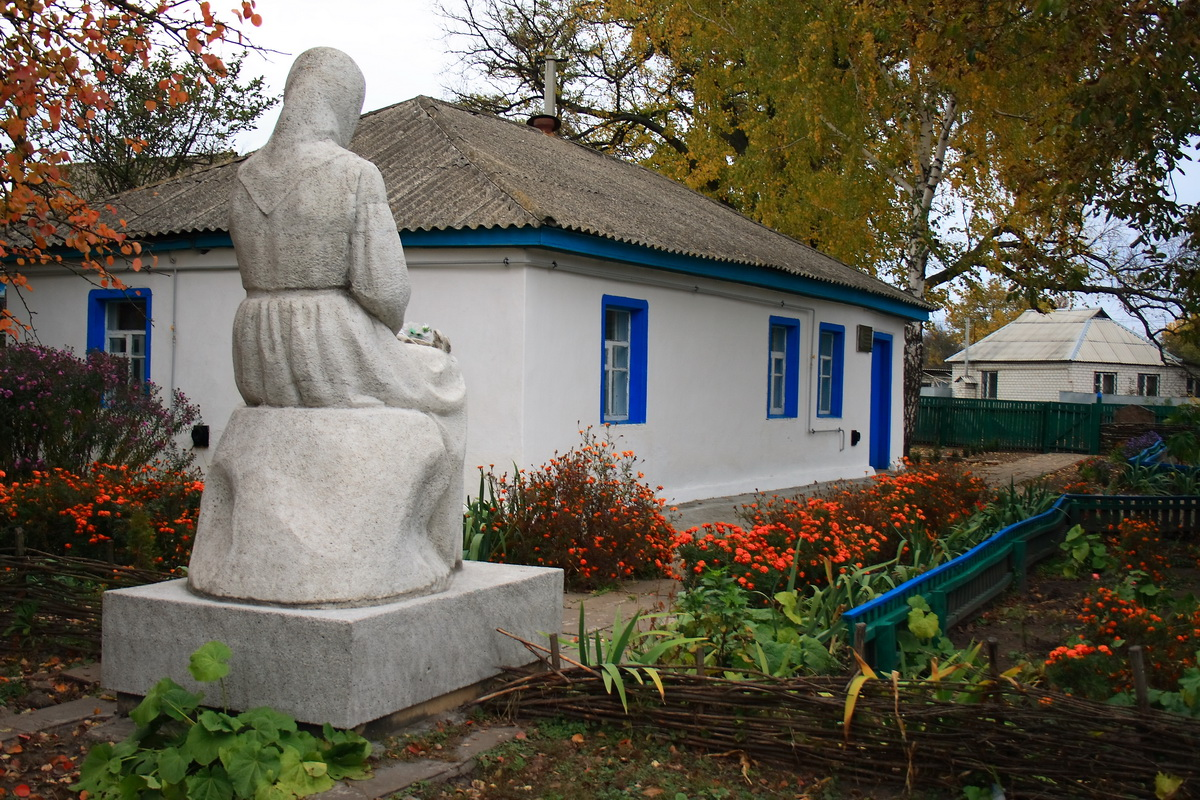
La casa, diventata museo, in cui visse Kateryna Bilokur nel villaggio di Bogdanivka

Gli anni cinquanta rappresentano la fase più feconda della sua carriera artistica. In questo periodo realizzò numerose nature morte che si distinguono per la loro originalità e brillantezza, come Fiori, mele e pomodori (1950), Prima colazione (1950), Anguria, carote, fiori (1951).
Intensificò i suoi contatti con gli ambienti artistici, partecipò a numerose mostre e, dal suo villaggio, cominciò ad intessere relazioni per corrispondenza con diversi artisti, fra cui il poeta Pavel Tyčina e sua moglie Lydia Petrovna, il critico d'arte Stefan Taranušenko, il direttore del Museo delle arti decorative popolari ucraine Vasilij Nagai, gli artisti Elena Kulčicskaja, Matvej Doncov, Emma Gurovič e altri. A Bogdanivka iniziò a insegnare agli studenti.
Nel 1951 le fu conferito il titolo di Artista Onorato dell'Ucraina e l'Ordine del distintivo d'onore. Nel 1956 ricevette il titolo di Artista del popolo della SSR ucraina. Negli anni successivi le sue opere furono regolarmente esposte in mostre a Poltava, Kiev, Mosca e in altre città.
Tre suoi dipinti - Re-spicchio di grano (Цар-колос), Betulla (Берізка, 1935) e Il campo del kolchoz (Колгоспне поле, 1948-1949) - furono presentati all'Esposizione Internazionale di Parigi del 1954,, dove furono visti da Picasso che secondo alcuni testimoni avrebbe affermato: «Se avessimo avuto un artista di questo livello, avremmo costretto il mondo a parlare di lei!».
Due dei dipinti esposti a Parigi, Re-spicchio di grano (Цар-колос) e Betulla (Берізка, 1935) non rientrarono in Ucraina e andarono perduti. Una nuova versione di Re-spicchio di grano venne realizzata dalla pittrice nel 1949-50.
Alla fine degli anni cinquanta realizzò significative opere come Peonie, Mazzo di fiori, Fiori e ortaggi (1959), Natura morta (1960).

## Ultimi anni
Dopo la morte del padre, avvenuta nel 1948, Katheryna visse per un po' con la madre malata e, in seguito si trasferirono da lei il fratello Grigory, sua moglie e i cinque figli. Nella primavera del 1961 cominciò a soffrire di dolori allo stomaco e alle gambe; i rimedi casalinghi non le recarono giovamento e la farmacia del villaggio non aveva le medicine necessarie. Nel giugno morì la madre 94enne. Poco dopo Kateryna fu portata all'ospedale regionale di Jahotyn, dove il 10 giugno morì. Fu sepolta nel suo villaggio natale di Bogdanivka.

## Opere
Per lo più Kateryna Bilokur dipingeva fiori, nature morte, con meno frequenza paesaggi e ritratti. 

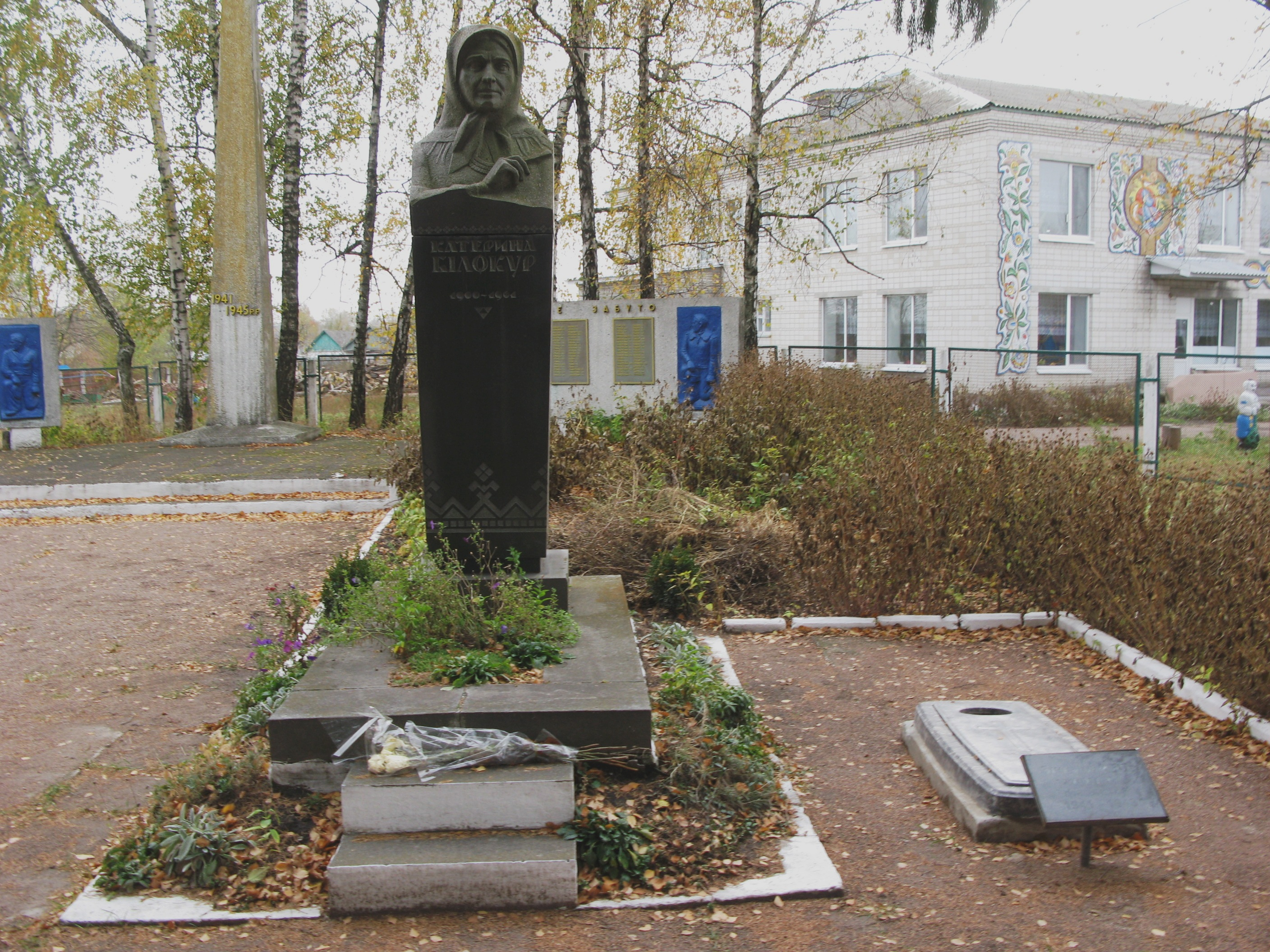
La tomba di Kateryna Bilokur a Bogdanivka

Fonte di ispirazione erano per lei la natura e il folcloreː l'arte popolare, i testi delle canzoni, le fiabe e leggende. In una lettera scrisseː «non ho mai usato né consigli trovati nei libri, né consigli orali. Non chiedevo consiglio a nessuno, e non avevo nessuno a cui chiedere, perché né nel nostro paese, né nelle vicinanze esistevano artisti, grandi o piccoli. Ho raggiunto tutto con la mente.»
Non raccolse mai un fiore per dipingerlo, essendo contraria a privarlo della vita; in inverno disegnava a memoria, in primavera e in estate lavorava in giardino e nei campi, e poteva persino camminare per trenta chilometri per raggiungere la vicina foresta di Pyryatinsky in cui trovare i mughetti.
Molte nature morte di Belokur oggi sono paragonate alla natura morta francese e lo sfondo scuro è associato alla pittura olandese degli antichi maestri.
Produceva da sola i pennelli, scegliendoli della stessa lunghezza dalla coda del gatto: 9, 12 o 36. Ad ogni pennello corrispondeva un colore, e quelli che prediligeva erano cinabro chiaro, rosso scuro, blu cobalto scuro, oltremare, rosso cadmio, rosa scuro.
Non lavorò molto con acquerello e matita perché era più attratta dai colori ad olio.
Le sue opere si trovano nelle collezioni del Museo di storia e storia locale di Jahotyn, nel Museo nazionale di arte decorativa popolare ucraina a Kiev e nel Museo d'arte di Poltava (Полтавський художній музей; Poltavs'kyj chudožnij muzej).
Nel 1977 nella casa in cui ha abitato nel villaggio di Bogdanovka è stato aperto un museo commemorativo.

### Elenco delle opere
- Donna con corsetto verde. 1920

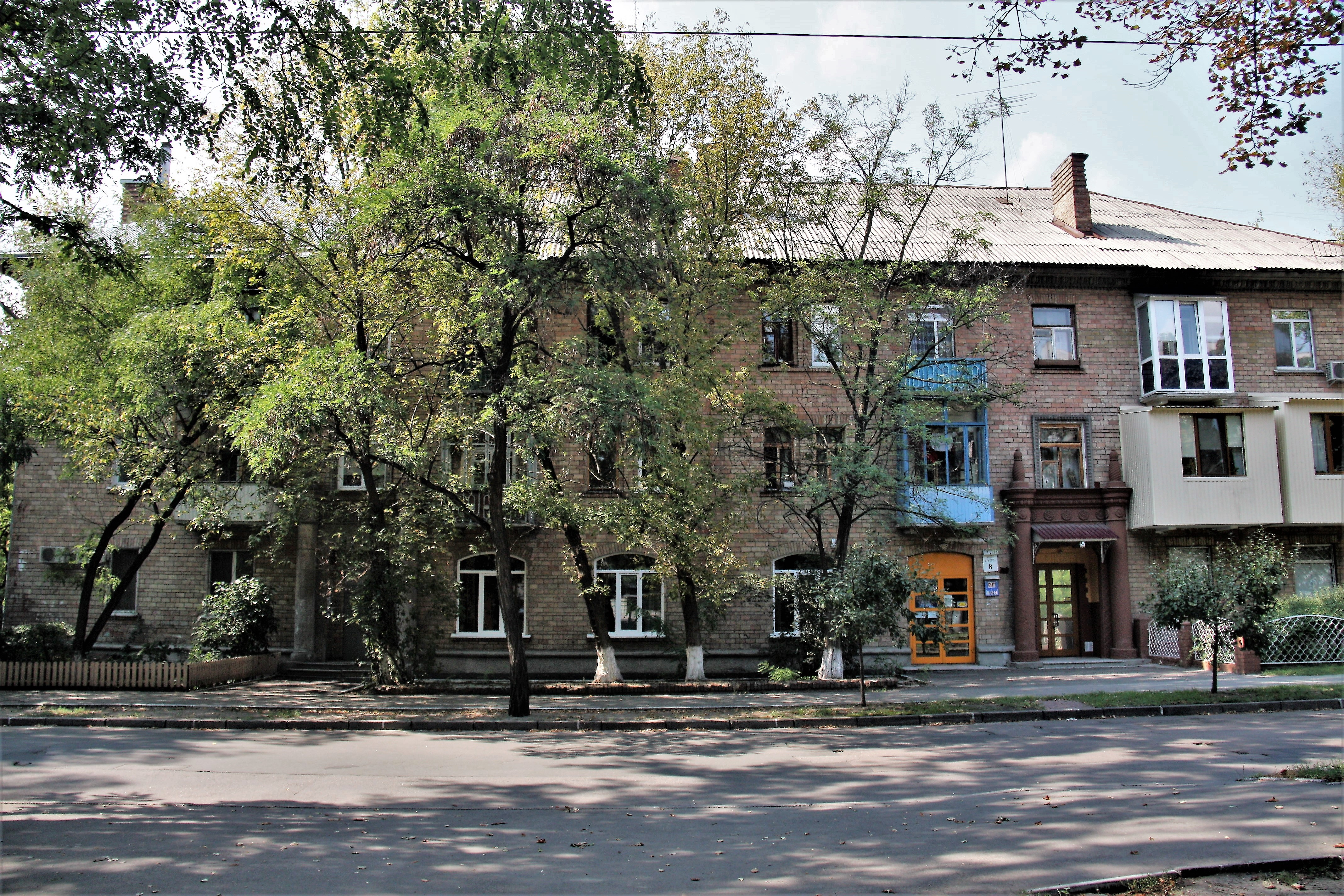
Via di Kiev intitolata a Kateryna Bilokur

- Fiori (Цветы). Fine anni venti. Olio su compensato, olio. 48 cm x 37 cm . Galleria d'arte Yagotinsky[26]
- Ritratto di Olga Bilokour (Портрет Оли Белокур). 1928. Olio su compensato. 58,3 cm × 51 cm. Proprietà di «Н. О. Борисенко»[27]
- Ritratto di Nadezhda Kononeneko. (Портрет Надежды Кононенко). 1929. Olio su cartone. 82 cm x 47 cm. Galleria d'arte Jahotyn[28]
- Natura morta (Натюрморт). Fine anni venti.[29]
- A Bogdanovka, dietro la diga, (В Богдановке, за плотиной). Metà degli anni venti. Olio su compensato. 36 cm x 38 cm. Tenuta-museo di Ekaterina Belokur nel villaggio di Bogdanovka[30]
- Paesaggio con mulino a vento (Пейзаж с ветряной мельницей). Primi anni trenta. Olio su compensato. 38 cm x 51 cm. Galleria d'arte Jahotyn[31]
- Ritratto della contadina Tat'jana Bachmač (Портрет колхозницы Татьяны Бахмач). 1932-1933. Olio su compensato. 60 cm  × 88 cm. Museo storico di Jahotyn[32]
- Pianta rampicante. 1934
- Fiori dietro il recinto (Цветы за тыном). 1935. Olio su tela. 105,5 cm × 72 cm. Museo Nazionale delle Arti Decorative Popolari Ucraine, Kiev[33]
- Betulla (Берізка). 1935. Andato perduto.[20]
- Fiori. 1936.
- Ritratto delle nipoti dell'artista. (Портрет племянниц художницы) 1937-1939. Olio su tela. 106 cm  × 72 cm. Proprietà di «Х. ß. Білокур » (Kh. Ya. Bilokur)[34]
- Sogno (Сон). 1940. Tela, olio. 76 cm x 109 cm. Museo storico di Jahotyn[35]
- Fiori nella nebbia (Цветы в тумане).1940. Olio su tela. 110 cm  × 84 cm. Museo d'Arte Poltava.[36]
- Dalie. 1940. Olio su tela. 72,5 cm × 56,5 cm. Museo storico di Jahotyn
- Ritratto di Sofia Zourby (Портрет Софии Журбы) 1940. Matita su carta. 35 cm × 26 cm. Museo storico di Jahotyn[37]
- Passeri (Воробышки), fine anni 1940. Tela, olio. 40 x 45. Tenuta-museo di Ekaterina Bilokur nel villaggio di Bogdanovka[38]
- Fiori selvatici. 1941. Olio su tela. 87,5 cm × 74 cm. Museo Nazionale delle Arti Decorative Popolari Ucraine, Kiev
- Ritratto di Nadezhda Bilokour (Портрет Надежды Белокур) 1941. Olio su tela. 53,5 cm × 48 cm. Museo Nazionale delle Arti Decorative Popolari Ucraine, Kiev[39]
- Fiori di campo (Полевые цветы) 1941. Olio su tela. 87,5 cm x 74. Museo Nazionale delle Arti Decorative Popolari Ucraine, Kiev[40]
- Fiori al crepuscolo (Цветы вечером) 1942. Olio su tela. 103 cm  × 63,5 cm. Collezione privata[41]
- Fiori (Цветы), 1942. Olio su tela. 103,5 cm x 64 cm. Museo d'Arte Poltava. N. Yaroshenko[42]
- Fiori su sfondo blu (Цветы на голубом фоне) 1942-1943. Olio su tela. 107 cm × 71 cm . Museo statale di arte letteraria Taras Ševčenko a Kiev[43]
- Fiori decorativi. 1945. Olio su tela. 107 cm × 72,5 cm. Museo Nazionale delle Arti Decorative Popolari Ucraine, Kiev
- La rigogliosa (Буйная). 1944-1947. Olio su tela. 118 cm × 87 cm. Museo Nazionale delle Arti Decorative Popolari Ucraine, Kiev[44]
- I doni della natura. 1946. Olio su tela. 65 cm × 48 cm. Museo Nazionale delle Arti Decorative Popolari Ucraine, Kiev
- Peonie (Пионы). 1946. Olio su tela. 56,7 cm × 48,5 cm. Museo d'Arte Poltava[45]
- Trentesimo compleanno della Rivoluzione d'Ottobre (ХХХ-летие Октября) 1947. Olio su tela. 104,5 cm × 99,5 cm. Museo Nazionale delle Arti Decorative Popolari Ucraine, Kiev[46]
- Peonie (Пионы). 1948. Olio su tela. 64 cm x 46 cm. Museo Letterario e Memoriale di P.G. Tychiny a Kiev
- Fiori e noci. Natura morta. (Цветы и орехи) 1948. Olio su tela. 48 cm × 56 cm. Museo Nazionale delle Arti Decorative Popolari Ucraine, Kiev[47]Ritratto di Kateryna Bilokur nella casa-museo a Bogdanivka

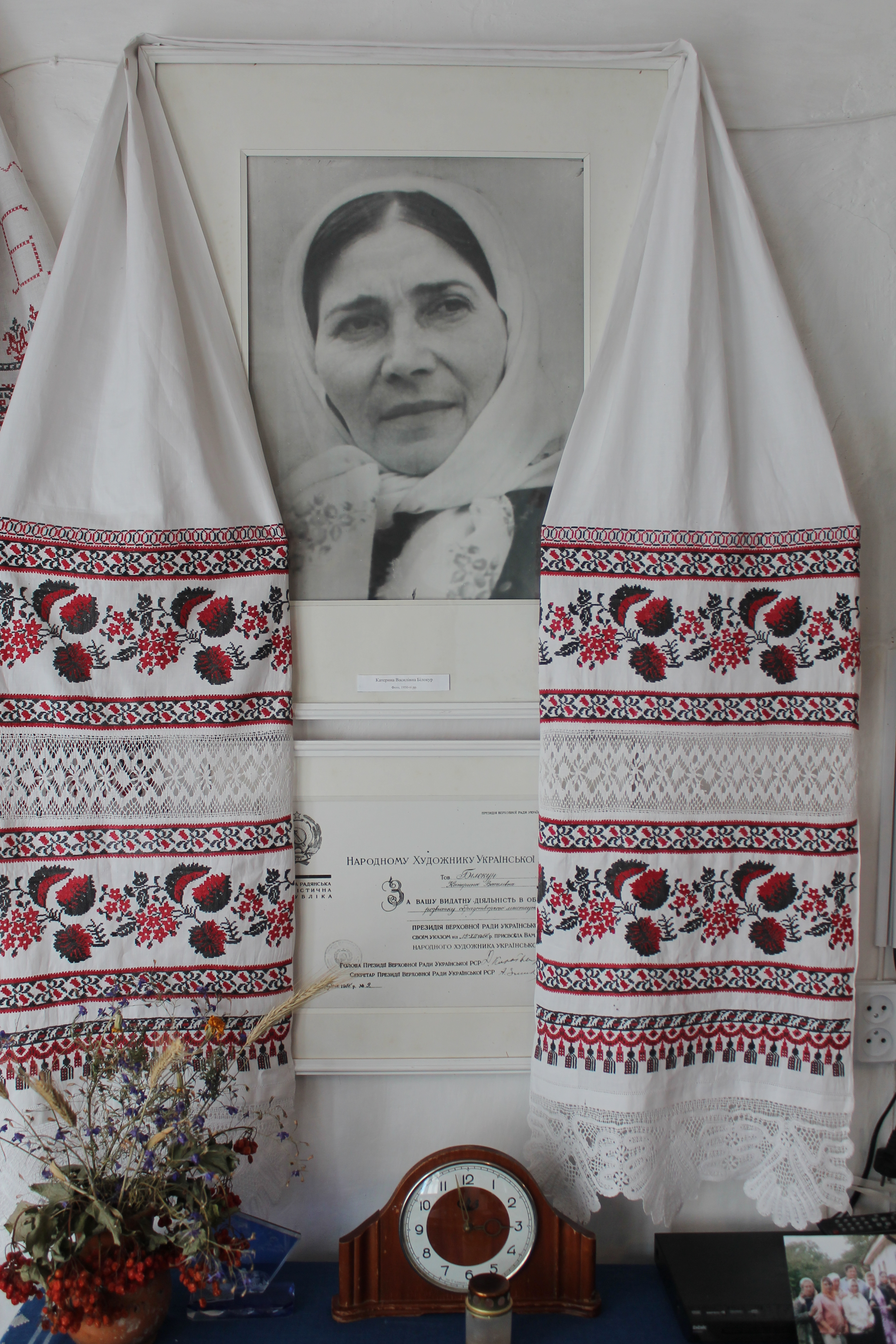
Ritratto di Kateryna Bilokur nella casa-museo a Bogdanivka

- Il campo del kolchoz (Колхозное поле) 1948-1949. Olio su tela. 115 cm  × 97 cm. Museo Nazionale delle Arti Decorative Popolari Ucraine, Kiev.[48]
- Contadino. 1949. Matita su carta. 59 cm × 77 cm. Museo Nazionale delle Arti Decorative Popolari Ucraine, Kiev
- Re-spicchio di grano (Царь Колос) 1949. Olio su tela. 118 cm x 88 cm. Museo Nazionale delle Arti Decorative Popolari Ucraine, Kiev.[49]
- Donna con bastone, schizzo. 1950. Carta, matita. 35 cm x 24 cm. Museo storico di Jahotyn.
- Zucche con fiori. 1950. Matita su carta. 35 cm × 28 cm. Museo storico di Jahotyn.
- Prima colazione. Natura morta. 1950. Olio su tela. 52 cm × 55,5 cm. Museo Nazionale delle Arti Decorative Popolari Ucraine, Kiev
- Autoritratto. 1950. Matita su carta. 76 cm  × 58 cm. Proprietà di Х. ß. Билокур (Kh. Ya. Bilokur).
- Uva matura. 1950. Olio su tela. 30 cm  × 25,5 cm. Museo storico di Jahotyn.
- Fiori, mele e pomodori. Natura morta. 1950. Olio su tela. Museo Nazionale delle Arti Decorative Popolari Ucraine, Kiev
- Pendio ripido. 1950. Matita su carta. 41 cm  × 29 cm. Museo storico di Jahotyn.
- Fiori e betulle al crepuscolo. 1950. Olio su tela. 120,5 cm × 80 cm. Museo Nazionale delle Arti Decorative Popolari Ucraine, Kiev
- Malva. 1950. Olio su tela. 63 cm  × 46 cm. Museo Nazionale delle Arti Decorative Popolari Ucraine, Kiev
- Iris. 1950. Olio su tela. 22,5 cm × 19 cm. Museo storico di Jahotyn.
- Rami di salice. 1950. Olio su tela. 23,5 cm × 19,5 cm. Museo storico di Jahotyn.
- Il tempo porta cambiamenti. 1950. Olio su tela. 80 cm  × 65,5 cm. Museo storico di Jahotyn.
- Ragazzo arrabbiato. 1950.
- Felicità (versione incompiuta). 1951. Tela, olio. 99 x 122. Museo storico di Jahotyn.[50]
- La casa del nonno di Sawa. 1950.
- Anguria, carote e fiori. Natura morta. 1951. Olio su tela. 65 cm × 49 cm. Museo Nazionale delle Arti Decorative Popolari Ucraine, Kiev
- Fiori da giardino. 1952. Olio su tela. Museo storico di Jahotyn.
- Grano, fiori e uva. 1950-1954. Olio su tela. 72,5 cm × 57 cm. Museo d'Arte Poltava.
- Casa a Bogdanivka. 1955. Olio su tela. 48 cm  × 49,5 cm. Museo Nazionale delle Arti Decorative Popolari Ucraine, Kiev
- Mazzo di fiori. 1954 o 1959? Olio su tela. 65 cm  × 49 cm. Proprietà di C. HAS. Pegónущөнка (S. HAS. Taranouchenka).
- Rose e malva. 1954-1958. Olio su tela. 64,5 cm × 48,5 cm. Museo Nazionale di Arte Decorativa dell'Ucraina.
- Autoritratto. 1955. Matita su carta. 66 cm × 43 cm. Museo storico di Jahotyn.
- Vicino al bacino idrico di Bogdanivka. 1955. Olio su tela. 78 cm × 64,5 cm. Museo Nazionale delle Arti Decorative Popolari Ucraine, Kiev
- Schizzo. 1955. Acquarello su carta. 58 cm × 58 cm. Museo storico di Jahotyn.
- Nel distretto di Shramkivka, nell'oblast di Tcherkassy. 1955-1956. Olio su tela. 71 cm × 91 cm. Museo Nazionale delle Arti Decorative Popolari Ucraine, Kiev
- Oltre la città. 1956. Acquarello su carta. 30 cm × 41 cm. Museo storico di Jahotyn.
- Natura morta con pane. Olio su tela, 34 cm x 29 cm. Museo Nazionale delle Arti Decorative Popolari Ucraine, Kiev
- Vicino al bacino idrico di Bogdanivka a settembre. 1956. Acquarello su carta. 50 cm × 40,5 cm. Museo Nazionale delle Arti Decorative Popolari Ucraine, Kiev
- Autoritratto. 1957. Matita su carta. 63,5 cm × 43,5 cm. Museo Nazionale delle Arti Decorative Popolari Ucraine, Kiev
- Dalie. 1957. Olio su tela. 51,5 cm × 38,6 cm. Museo Nazionale delle Arti Decorative Popolari Ucraine, Kiev.
- Fiori e palle di neve (Viburnums). 1958. Olio su tela. 118 cm × 85 cm. Museo Nazionale delle Arti Decorative Popolari Ucraine, Kiev
- Inizio primavera. 1958. Acquarello su carta. 50 cm × 41,5 cm. Museo storico di Jahotyn.
- Peonie. 1958. Olio su tela. 50 cm × 40,5 cm. Museo Nazionale delle Arti Decorative Popolari Ucraine, Kiev
- Natura morta con spighe di grano e brocca. 1958-1959. Olio su tela. 54 cm × 47 cm. Museo Nazionale delle Arti Decorative Popolari Ucraine, Kiev
- Mele Bogdanivka. 1958-1959. Olio su tela. Museo storico di Jahotyn.
- Mazzo di fiori. 1959. Olio su tela. 29 cm  × 26 cm. Museo storico di Jahotyn.
- Fiori e verdure. Natura morta. 1959. Olio su tela. 30,5 cm × 25,5 cm. Museo Nazionale delle Arti Decorative Popolari Ucraine, Kiev
- Barbabietola. Natura morta. 1959. Olio su tela. 33 cm  × 30 cm. Museo storico di Jahotyn.
- Fiori. 1959. Olio su tela. 73 cm  × 54 cm. Museo Nazionale delle Arti Decorative Popolari Ucraine, Kiev
- Autunno. 1960. Acquarello su carta. 50 cm × 40,5 cm Museo storico di Jahotyn.
- Natura morta con pane. 1960. Olio su tela. 55 cm  × 60 cm. Museo storico di Jahotyn.
- Bouquet di fiori. 1960. Olio su tela. 50 cm  × 40 cm. Museo Nazionale delle Arti Decorative Popolari Ucraine, Kiev
- Natura morta. 1960. Olio su tela. 62 cm  × 56 cm. Museo storico di Jahotyn

## Onorificenze
- Nel 1951 è stata insignita del titolo di Artista Onorato dell'Ucraina
- Nel 1951 le è stato conferito l'Ordine del distintivo d'onore
- Nel 1956 è stata insignita del titolo di Artista popolare della SSR ucraina

## Tributi

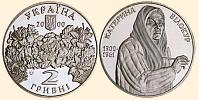

### Musica
Opere della compositrice Lesja Dyčko:

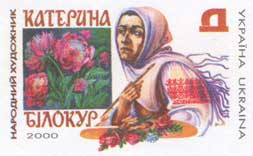
2000 francobollo ucraino raffigurante Bilokur

- 1983. Kateryna Bilokur (balletto in un atto);[51]
- 1986. Affresco di Kateryna Bilokur, per violino e organo

### Teatro
- 2009. Il regista e scenografo Oleksandr Bilozub ha realizzato lo spettacolo Due fiori d'indaco, i cui personaggi principali erano le artiste Kateryna Bilokur e Frida Kahlo. Belokur è stato interpretata sul palco da Olena Fesunenko. La prima dello spettacolo si è svolta il 30 aprile 2009 al Teatro Nazionale Ivan Franko.

### Cinema
Sono stati girati programmi TV, lungometraggi e documentari sulla vita e l'opera dell'artista ucraino, fra cui:
- 1972. Katerina Bilokur (regista: Lydia Ostrovskaja-Kordyum)
- 1990. Buna (lungometraggio televisivo di 2 episodi scritto da Valentina Lebedeva, regista Viktor Vasylenko)
- 2001. Catherine Bilokur. Messaggio (sceneggiatrice e regista Olga Samolevskaja)
- Catherine Bilokur. Confessione” (programma televisivo, Glas TV e Radio Company)

### Altro
- Nel 1990 è stato istituito il Premio Bilokur annuale, per premiare artisti e pittori di talento; viene assegnato nel giorno di Santa Caterina.[52]
- Nel 2000, in occasione del centenario della nascita, è stata coniata una moneta ufficiale da 2 grivna in suo onore ed è stato emesso un francobollo con la sua effigie.